# Abyssarcturus averincevi
Abyssarcturus averincevi är en kräftdjursart som beskrevs av Oleg Grigor'evich Kussakin och Galina S. Vasina 1995. Abyssarcturus averincevi ingår i släktet Abyssarcturus och familjen Antarcturidae. Inga underarter finns listade i Catalogue of Life.